# Kathrin Hoffmann-Curtius

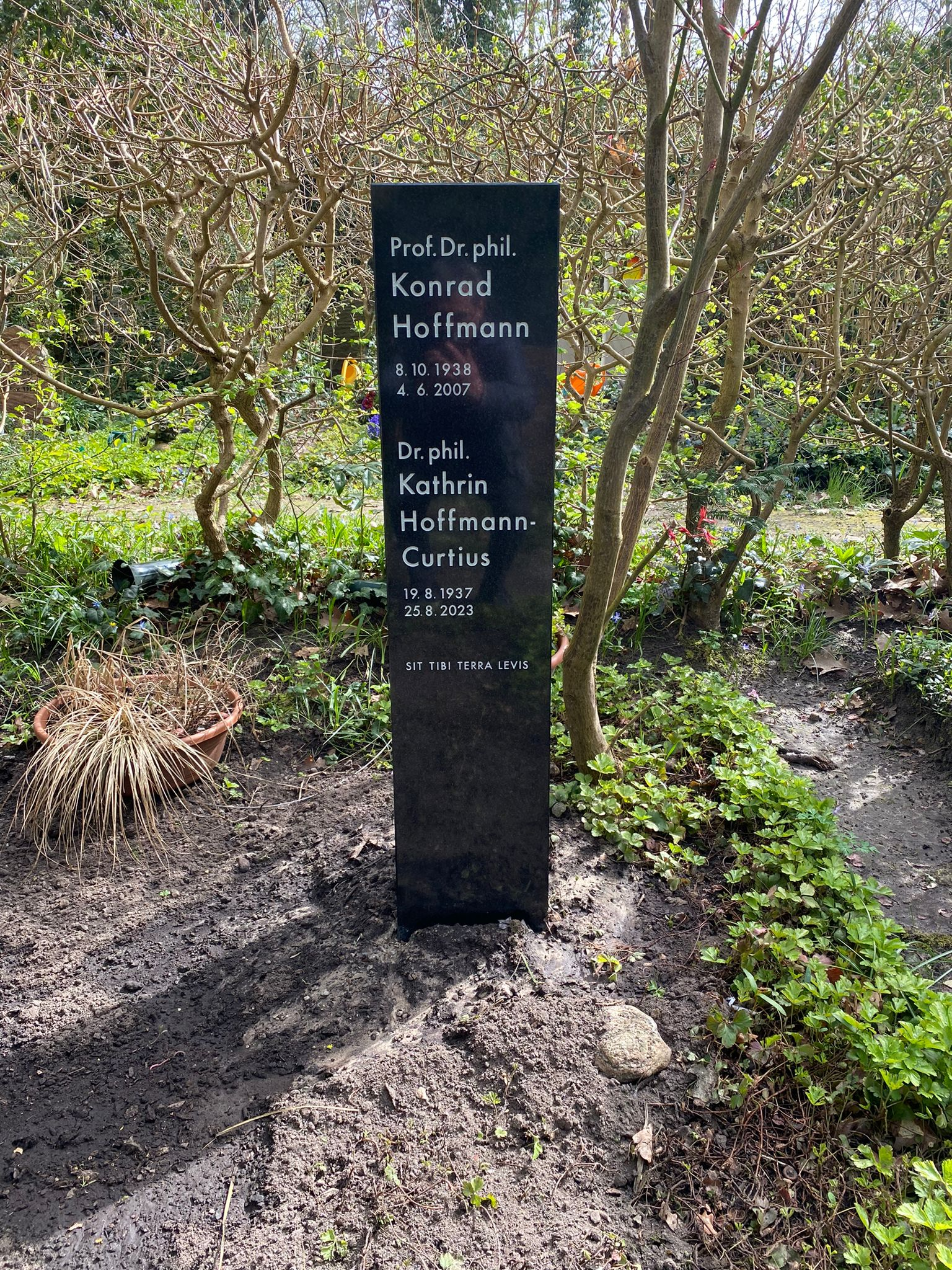
Grabstätte auf dem Friedhof Heerstraße

Kathrin Hoffmann-Curtius (* 19. August 1937 als Kathrin Curtius; † 25. August 2023) war eine deutsche freiberufliche Kunsthistorikerin, die zeitweise an den Universitäten von Tübingen, Hamburg, Trier und Wien lehrte.
Hoffmann-Curtius war Mitglied des Ulmer Vereins und mit dem Zentralinstitut für Kunstgeschichte verbunden. Sie war Mitglied des Villigster Forschungsforums zu Nationalsozialismus, Rassismus und Antisemitismus und Mitglied mehrerer Kommissionen zur Errichtung zeitgenössischer Denkmäler. Zu ihren Forschungsschwerpunkten zählten die Repräsentation von Nationen, Kunst in der Weimarer Republik und im Nationalsozialismus, der Mythos männlicher und weiblicher Autorschaft und die Malerin Hannah Höch.
Sie war mit dem Kunsthistoriker Konrad Hoffmann (1938–2007) verheiratet. Beide sind auf dem Berliner Friedhof Heerstraße beigesetzt.

## Veröffentlichungen (Auswahl)
- Das Programm der Fontana Maggiore in Perugia, Diss. 1968
- Feministische Kunstgeschichte heute: Rück- und Vorschläge. In. Kritische Berichte 2, 1999, S. 26–32.
- Feministische Einsprüche in die Disziplin Kunstgeschichte, kritische berichte Heft 4, 1993.
- Frauen in der deutschen Kunstgeschichte, FKW/Frauen Kunst Wissenschaft, Zeitschrift für Geschlechterforschung und visuelle Kultur, Rundbrief Nr. 11, (April 1991) S. 6–13.
- Frauenmord als künstlerisches Thema der Moderne. In: Frank J. Robertz, Alexandra Thomas: Serienmord. Kriminologische und kulturwissenschaftliche Skizzierungen eines ungeheuerlichen Phänomens. München, belleville 2002
- Wegners Mordbilder, in: Kat: Der stärkste Ausdruck unserer Tage Neue Sachlichkeit in Hannover, Sprengel Museum Hannover, Olms Verlag 2001, S. 49–51.
- Mord-Kunst oder der Künstler als (Lust) Mörder. In: Michael Glasmeier, Private Eye–Crimes and Cases. Haus am Waldsee Berlin 1999, S. 64, 85–89.
- mit Walter Jens, Eberhard Roters, Reinhart Koselleck, Gabi Dolff-Bonekämper, Sibylle Tönnies: Streit um die Neue Wache. Zur Gestaltung einer zentralen Gedenkstätte, 1993, ISBN 978-3-88331-975-9
- mit Silke Wenk: Mythen von Autorschaft und Weiblichkeit im 20. Jahrhundert. Marburg Jonas Verlag 1997. ISBN 978-3-89445-227-8
- Orientalisierung von Gewalt: Delacroix’ Tod des Sardanapal, In: Annegret Friedrich, Birgit Haehnel, Viktoria Schmidt-Linsenhoff, Christina Threuter (Hrsg.), Projektionen, Rassismus und Sexismus in der visuellen Kultur, Jonas Verlag 1997, S. 61–78.
- Geschlechterspiel im Dadaismus, Kunstforum Bd. 128, 1994 S. 166–169.
- mit Uwe M. Schneede: Im Blickfeld: George Grosz John, Der Frauenmörder, Hamburger Kunsthalle, Hatje Verlag, Stuttgart 1999. ISBN 978-3-7757-0443-4.
- Bilder zum Judenmord. Eine kommentierte Sichtung der Malerei und Zeichenkunst in Deutschland von 1945 bis zum Auschwitz-Prozess. Jonas Verlag, Marburg 2014.
- Michelangelo beim Abwasch, Hannah Höchs Zeitschnitte der Avantgarde, in: Die Geschlechterverhältnisse zum Tanzen bringen, Beiträge zum Plenum Kunstwissenschaft/Geschlechterverhältnisse. Einsprüche feministischer Wissenschaftlerinnen, 22. Deutscher Kunsthistorikertag, Aachen 1990, Daniela Hammer-Tugendhat, Doris Noell-Rumpeltes, Alexandra Pätzold (Hg.), Frauen Kunst Wissenschaft Rundbrief 12, Juli 1991, S. 59–80.
- Wenn Blicke töten könnten: Der Künstler als Lustmörder, in: Ines Lindner, Sigrid Schade, Silke Wenk, Gabriele Werner (Hrsg.): Blickwechsel, Konstruktionen von Weiblichkeit und Männlichkeit in Kunst und Kunstgeschichte, Berlin: Reimer 1989, S. 369–393.
- Frauenbilder Oskar Kokoschkas, in: Frauen/Bilder, Männer/Mythen, Hrsg. Ilsebill Barta u. a., Berlin: Reimer 1987, S. 148–178.
- Terror in Deutschland 1918/19. Bilder zur Ermordung Rosa Luxemburgs. In: Linda Hentschel Hg.H: Bilderpolitik in Zeiten von Krieg und Terror: Medien Macht und Geschlechterverhältnisse; Berlin: b-books 2008, S. 73–91.
- Frauenmord als Spektakel: Max Beckmanns Martyrium der Rosa Luxemburg. In: SusanneKomfort-Hein/Susanne Scholz, Lustmord-Medialisierung eines kulturellen Phantasmas Königstein i. T.: Ulrike Helmer, 2007, S. 91–113.
- Der irrende Ritter. Künstler-, Kampf- und Kriegerromantik zum Ersten Weltkrieg. In: Frauen Kunst Wissenschaft, Heft 41, Juni 2006, S. 51–60.